# Anthony López
Anthony Josué López Muñoz (Alajuela, 19 de enero de 1996) es un futbolista costarricense, quien juega en la posición de mediocampista en el Club Deportivo Cobán Imperial de la Liga Nacional de Guatemala.

## Clubes
| Club                      | País       | Año         |
| ------------------------- | ---------- | ----------- |
| L.D. Alajuelense          | Costa Rica | 2016 - 2017 |
| Pérez Zeledón (préstamo)  | Costa Rica | 2017 - 2018 |
| L.D. Alajuelense          | Costa Rica | 2019 - 2020 |
| Municipal Grecia          | Costa Rica | 2020 - 2022 |
| Sporting Football Club    | Costa Rica | 2022 - 2023 |
| Cobán Imperial (préstamo) | Guatemala  | 2023 - 2024 |
| Sporting Football Club    | Costa Rica | 2024 - 2025 |
| Pérez Zeledón             | Costa Rica | 2025        |
| Cobán Imperial            | Guatemala  | 2025 - Act. |

## Palmarés

### Títulos nacionales
| Título                         | Club          | País       | Año  |
| ------------------------------ | ------------- | ---------- | ---- |
| Primera División de Costa Rica | Pérez Zeledón | Costa Rica | 2017 |